# Moïse Cassorla
 Moïse Cassorla, né le  (12 août 1913, à Monastir, Macédoine, Yougoslavie, Royaume de Serbie),, et mort le 22 juin 1990 en Israël,  est un rabbin français d'origine sefarade, Grand-rabbin de Toulouse (Haute-Garonne) et après la Seconde Guerre mondiale rabbin à Paris.

## Éléments biographiques

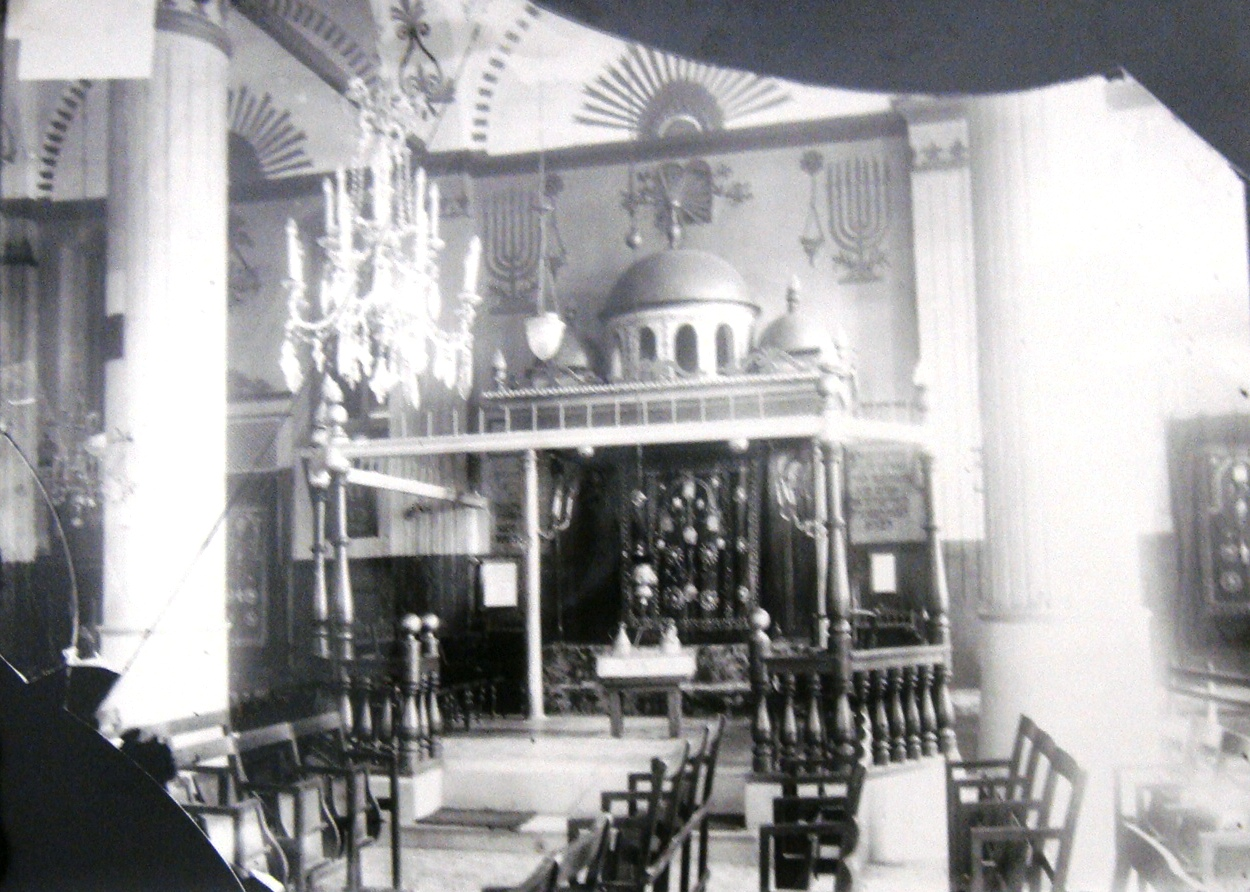
Synagogue Kal di Aragon à Bitola dans l'Entre-Deux-guerres, avant d'être incendiée en 1944.

Moïse Cassorla est né le 12 août 1913 à Bitola en Macédoine, Yougoslavie, alors dans le royaume de Serbie, dans une  famille de neuf enfants,,,,, dont il sera le seul survivant.
En 1936, il vient à Paris, étudier au Séminaire israélite de France (SIF),,,. Il compte parmi ses condisciples les futurs rabbins David Feuerwerker, Joseph M. Brandriss ou encore Ernest Gugenheim.  

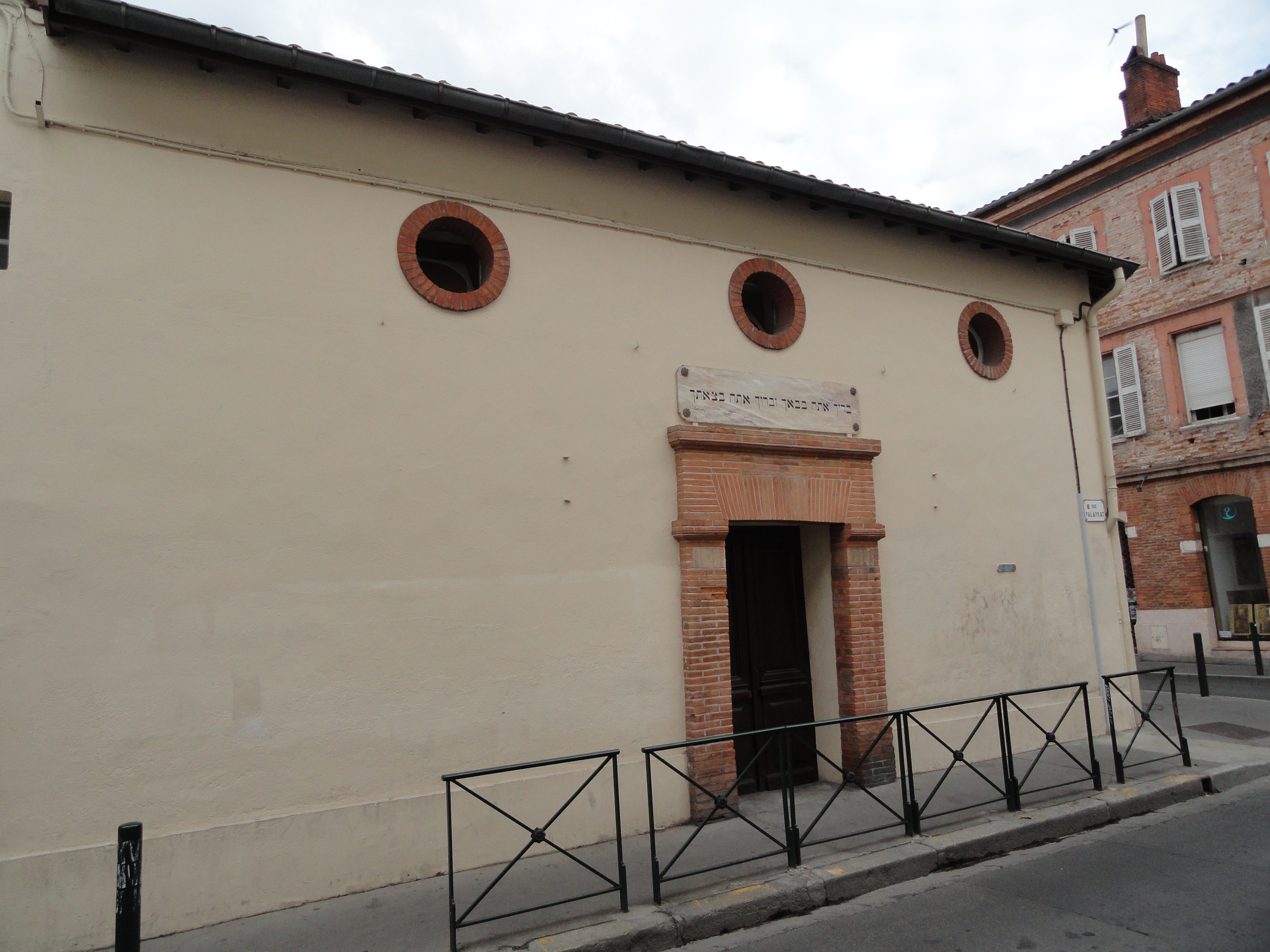
Synagogue Palaprat de Toulouse.

Devenu rabbin, il succède à Guido Scialtel, d'origine livournaise, rabbin de 1937 à 1938,  et occupe dès juillet 1938 la position de Grand-rabbin de Toulouse. Il officie à la synagogue Palaprat, assisté du hazzan David Nahon, jusqu'en 1943,,,. 
Entre 1940 et 1941, il se rend régulièrement en tant qu'aumônier au camp du Vernet en Ariège et tente (vainement) d'y faire libérer ses coreligionnaires belges. Il se soucie également des Juifs étrangers internés dans les camps de Saint-Cyprien (Pyrénées-Orientales) ou de Gurs (Pyrénées-Atlantiques). Avec d'autres responsables de la communauté, il diffuse une circulaire, le 17 octobre 1941, appelant à la solidarité des Juifs de la région pour les centaines d'internés dans les camps de Noé et du Récébédou (Midi-Pyrénées) afin que leur soient fournis vivres, couvertures et vêtements. Il sollicite l'archevêque de Toulouse, Mgr Jules-Géraud Saliège auquel il envoie chaque semaine, un compte-rendu de la situation des Juifs, lequel l'assure de son soutien dans une lettre du 1er janvier 1942, que le diocèse fera diffuser sur une radio étrangère,.
Il épouse à Toulouse, le 25 juin 1942, Fanny Reicher (née le 20 mars 1923 à Kwaczala en Pologne). Elle est la fille de Juifs traditionalistes polonais, Joseph Reicher (né v. 1890s à Tchebinia (Trzebinia), à la frontière silésienne) et Helena Berger (née v. 1891 à Kwaczala en Pologne) qui se sont mariés après la Première guerre mondiale et sont partis s'installer immédiatement à Anvers en Belgique où Joseph devient diamantaire. Helena retourne auprès de sa mère en Pologne, le temps de mettre au monde sa fille Fanny. La famille s'agrandit ; elle parle yiddish, polonais, allemand et apprend le flamand et le français en Belgique. Les études de Fanny à l'école publique belge s'interrompent lors de la Seconde guerre mondiale. Après l'invasion allemande de la Belgique, une partie de la famille Reicher tente de se réfugier à Londres mais son train est détourné vers le sud pour arriver à Toulouse où l'administration française l'assigne à résidence au village de Saint-Julia en Haute-Garonne où Joseph Reicher trouve un emploi de garçon de ferme. Helena fréquente à l'occasion la synagogue de Toulouse et y remarque le jeune rabbin Moïse Cassorla dont elle parle à sa fille. Les deux jeunes gens se rencontrent et six semaines plus tard, le couple se marie et s'installe sur le boulevard d'Arcole à Toulouse.
Moïse Cassorla parvient à empêcher que ses beaux-parents Reicher et un oncle Berger raflés lors d'une visite à un voisin et envoyés au camp de Noé (ils y resteront six mois) soient déportés dans un camp de concentration nazi mais pas la famille (avec femme et enfants) de son frère, qui y est assassinée.

Le poète Claude Vigée séjourne à Toulouse de 1940 à 1942, où il suit les cours du rabbin Cassorla dans la petite synagogue Palaprat devenue centre de la résistance juive dans le midi-toulousain. Il racontera plus tard : 
«  Nous nous réunissions à la synagogue de Toulouse, rue Palaprat (il y avait là, avant la guerre, une petite communauté juive, mi-sépharade mi-ashkénaze, d’environ neuf cents personnes). Nous avions pris l’habitude de nous réunir là en secret – le régime de Vichy interdisait toute réunion, quelle qu’elle soit, de juifs dans les territoires occupés – pour nous former. Avec l’aide du rabbin Cassorla, nous avons appris peu à peu ce qu’était l’histoire juive européenne après la chute de Jérusalem.

Nous en sommes venus à parler très naturellement, dans ce cercle clandestin d’études juives, de La Guerre des Juifs. Nous avons ainsi buté sur le cas de la résistance juive contre les Romains, et nous nous sommes tout de suite posé la question cruciale : que faire avec Vichy, avec la Milice, avec les nazis ? Nous étions confrontés à des problèmes terriblement semblables à ceux des juifs de cette époque-là. Nos aînés ont alors eu l’idée d’organiser un tribunal pour juger Flavius Josèphe : c’est là où se situe mon lien avec Pierre Vidal-Naquet ».
En mars 1943 et jusqu'à son arrestation en janvier 1944, le rabbin Nathan Hosanski devient le rabbin de Toulouse en remplacement du rabbin Cassorla qui est entré dans la clandestinité.
Cette même année, la famille Cassorla de Bitola est assassinée dans le camp d'extermination de Treblinka, avec la grande majorité du reste de la communauté juive de la ville,,.

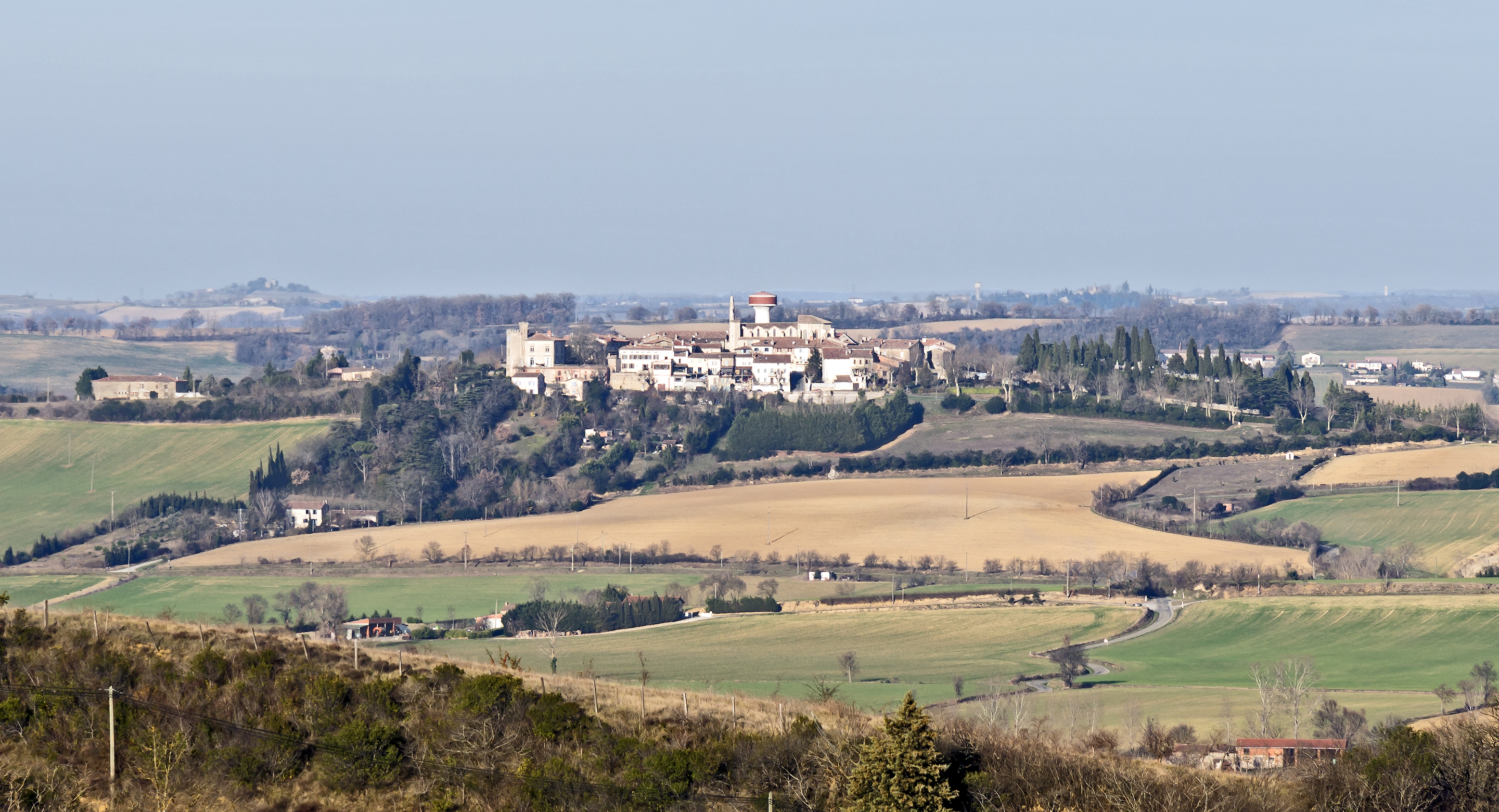
Saint-Julia en Haute-Garonne.

Poursuivi par la police française, Cassorla confie les bijoux de la famille et de l'argent à un prêtre puis, muni d'un sauf-conduit de Mgr Saliège, il s'enfuit avec sa femme et son beau-père à Nice, alors sous contrôle italien, où son fils José (Yeoshua) Cassorla, naît, le 19 mai 1943. Plus tard, la famille se cache dans un couvent de montagne qu'elle doit quitter à cause des cris du bébé qui perturbent les nuits monacales et décide de se réfugier à Saint-Julia qui lui est connu, où leur fille Danielle Cassorla vient au monde, le 24 août 1944. Le village est niché en hauteur, offrant une vue de choix permettant aux guetteurs de prévenir les Cassorla en cas de danger, afin qu'ils se cachent dans les vergers alentour, le temps de l'alerte. À un moment donné, il y a eu une augmentation des activités des troupes allemandes dans la région et la famille décide de se disperser dans différentes fermes des localités autour de Saint-Julia. Quand les Cassorla peuvent enfin rentrer à Toulouse, Moïse essaie de récupérer les précieux biens familiaux auprès du prêtre à qui il les avait confiés mais ce dernier lui affirme que tout a été volé.

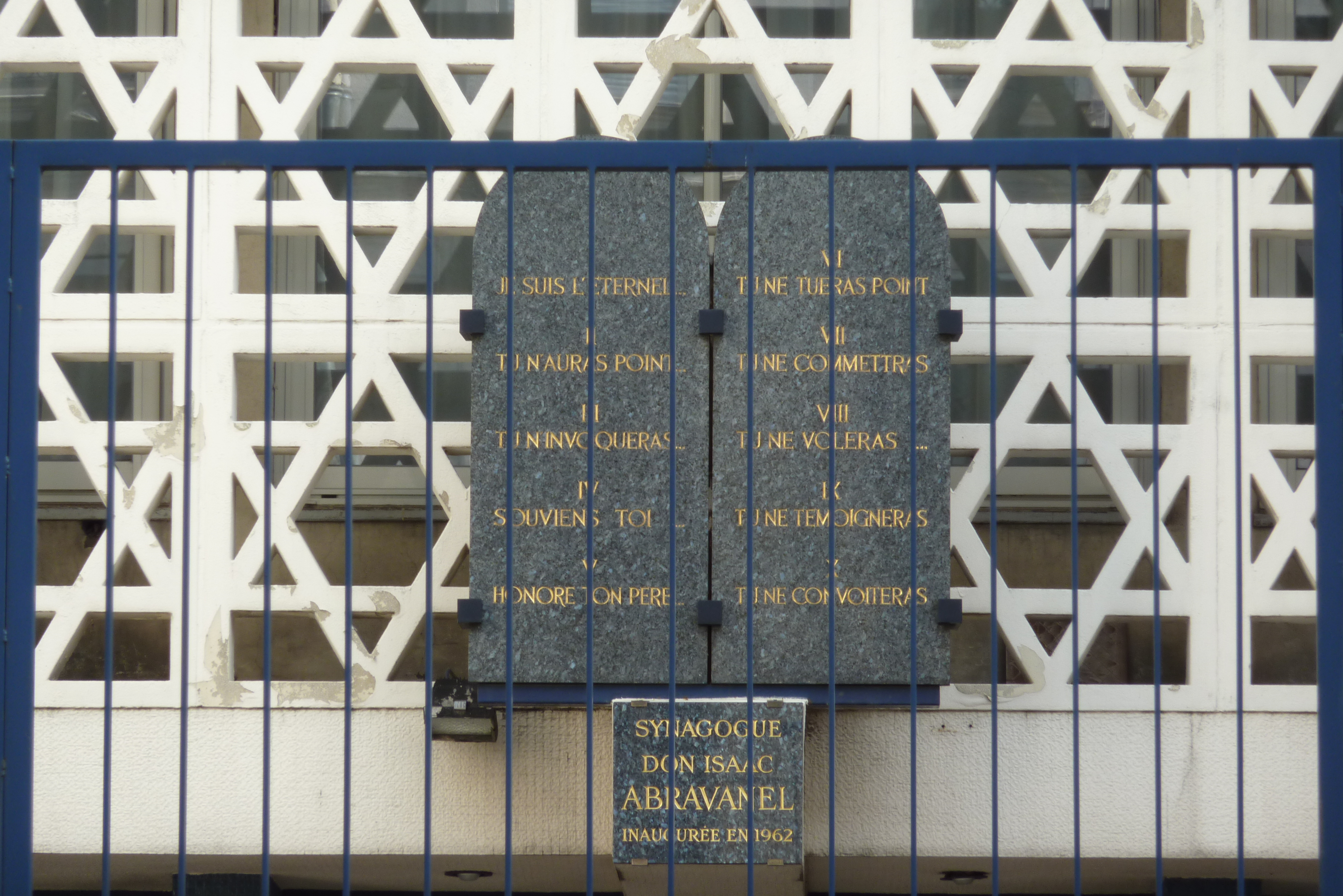
Détail extérieur à la synagogue Don Isaac Abravanel, 84 rue de la Roquette à Paris.

Après la guerre, le rabbin Cassorla devient directeur d'un centre pour enfants déplacés et orphelins à Boulogne-sur-Seine (Hauts-de-Seine) où sa famille déménage. Ensuite, il officie à la synagogue sépharade de la rue Saint-Lazare à Paris, puis auprès de la communauté Isaac Abravanel de la rue de la Roquette jusqu'à son départ en Israël à la fin du XXe siècle.